# Hirejamburu, Shikarpur
Hirejamburu là một làng thuộc tehsil Shikarpur, huyện Shimoga, bang Karnataka, Ấn Độ.